# 高雄客運
高雄汽車客運股份有限公司（英語：Kaohsiung Transportation Company Limited），簡稱高雄客運。前身為創設於日治時期的高旗自動車株式會社，初期經營高雄鳳山線，有悠久的歷史；目前是南臺灣地區最具規模的客運業者。營運範圍包含高雄市、台南市及屏東縣等地，並成立府城客運及普悠瑪客運2家子公司，分別經營台南市公車、高雄市公車、臺東縣市區公車。2016年下半年引進雙層觀光巴士。2019年4月擴展規模將百年歷史的嘉義客運納入其子公司，營運範圍亦擴及嘉義公車捷運及雲林縣市區公車。2019年7月1日起接手高雄市復康巴士業務。2024年將苗栗客運納入其子公司，營運範圍亦擴及新竹市公車及台中市公車。至此公司營運範圍擴及新竹市、新竹縣、苗栗縣、臺中市、雲林縣、嘉義縣、嘉義市、臺南市、高雄市、屏東縣、臺東縣等十一大縣市，並成為臺灣第一家同時營運公車、雙層巴士、公車捷運(BRT)以及復康巴士的公司，為台灣中南部規模最大之客運業者。

## 場站資訊
| 站名（派車站）         | 調度路線 | 備註           |
| 總公司                 | 5、23、24、60、87、橘11、8010區、8041B、8041C、8048                                                                       |                |
| 林園站                 | 橘11、8001、8041A、屏605、屏519                                                                                           |                |
| 小琉球站               | 屏601 |                |
| 鳳山站（高雄端）       | 8010區間、5、23、24、87、鳳青幹線（橘12）、覺民幹線（60）、E09、E10、屏512                                                |                |
| 大順站                 | 60、8010、8023、8041A、8046、E25、E28、E32、9117、9127、9188                                                              |                |
| 建國站                 | 8010、8023、8041A、8046A.B、E25、E28、E32、覺民幹線（60）                                                                 | 附設解卡服務處 |
| 高鐵站（楠梓站）       | 60、97、98、224、8046B、8048、E04、哈佛快線、屏511、屏603、9127、9188、9189                                               | 附設解卡服務處 |
| 岡山站                 | 紅67、紅68、紅69、紅72、紅75、紅76、紅78、紅79                                                                            |                |
| 茄萣站                 | 239、8041B、8041C、8043、8050                                                                                             | 與府城客運共站 |
| 旗山南站（旗山轉運站） | 8010（含區間）、E01A、8023                                                                                                | 附設解卡服務處 |
| 旗山北站               | 8010、8010區、8012、8023、8026、8035、8036、8037、8042、8050、E01、H11區(旗山-不老溫泉)、H21區(旗山-甲仙)、屏603A、屏603B |                |
| 美濃站                 | E01B、E28、H31、美濃庄頭巴士                                                                                              |                |
| 六龜站                 | 8033、E25、H11、H12、H11區(寶來、梅山口)                                                                                  |                |
| 甲仙站                 | 8029、E32、H21、H22、H21區(甲仙-那瑪夏)                                                                                   |                |
| 台南站                 | 8046 | 與府城客運共站 |
| 水門轉運站             | |                |

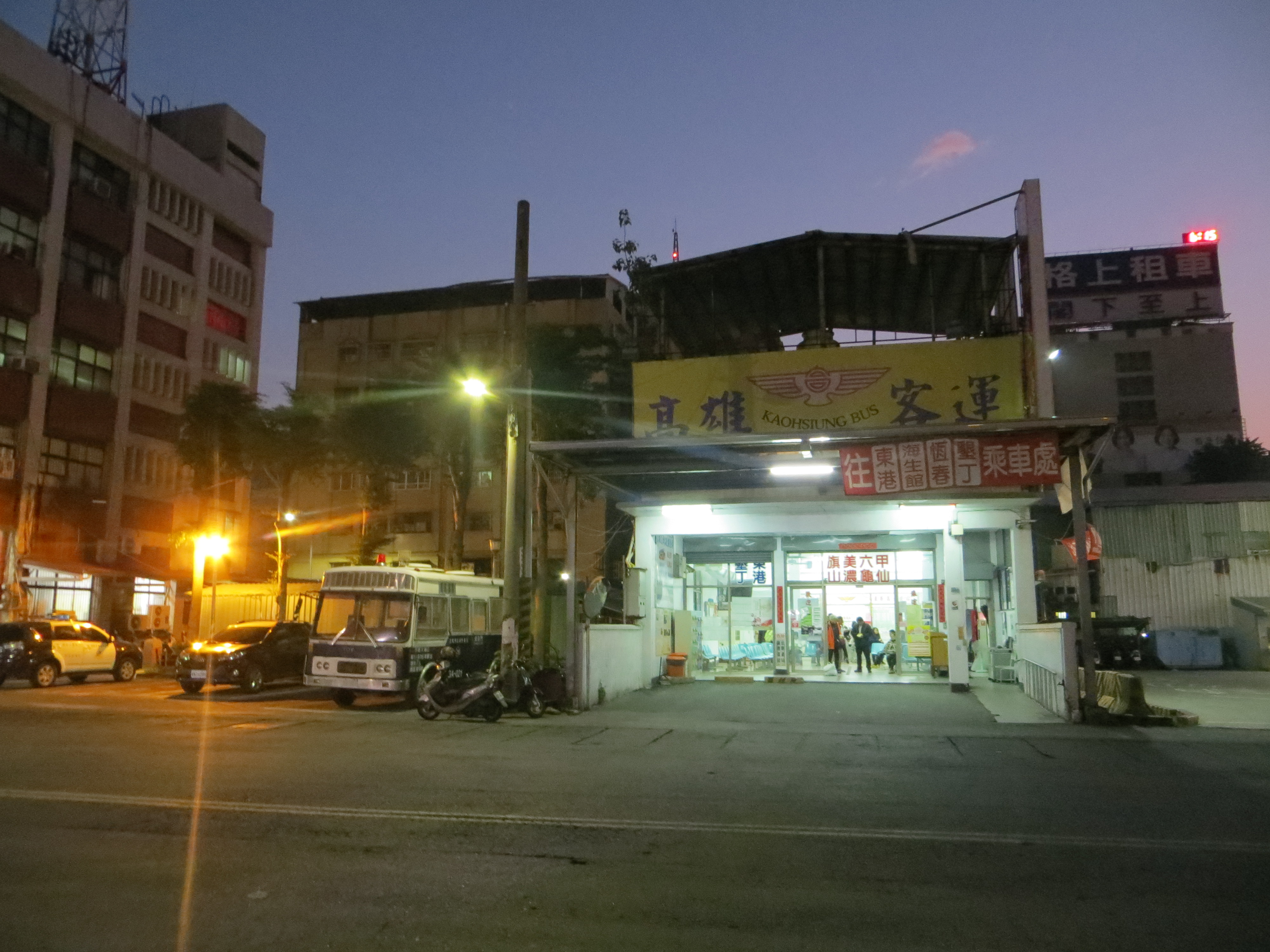
破曉時高雄客運高雄站（原南華站，已於2021年3月8日搬遷至建國站後停用）
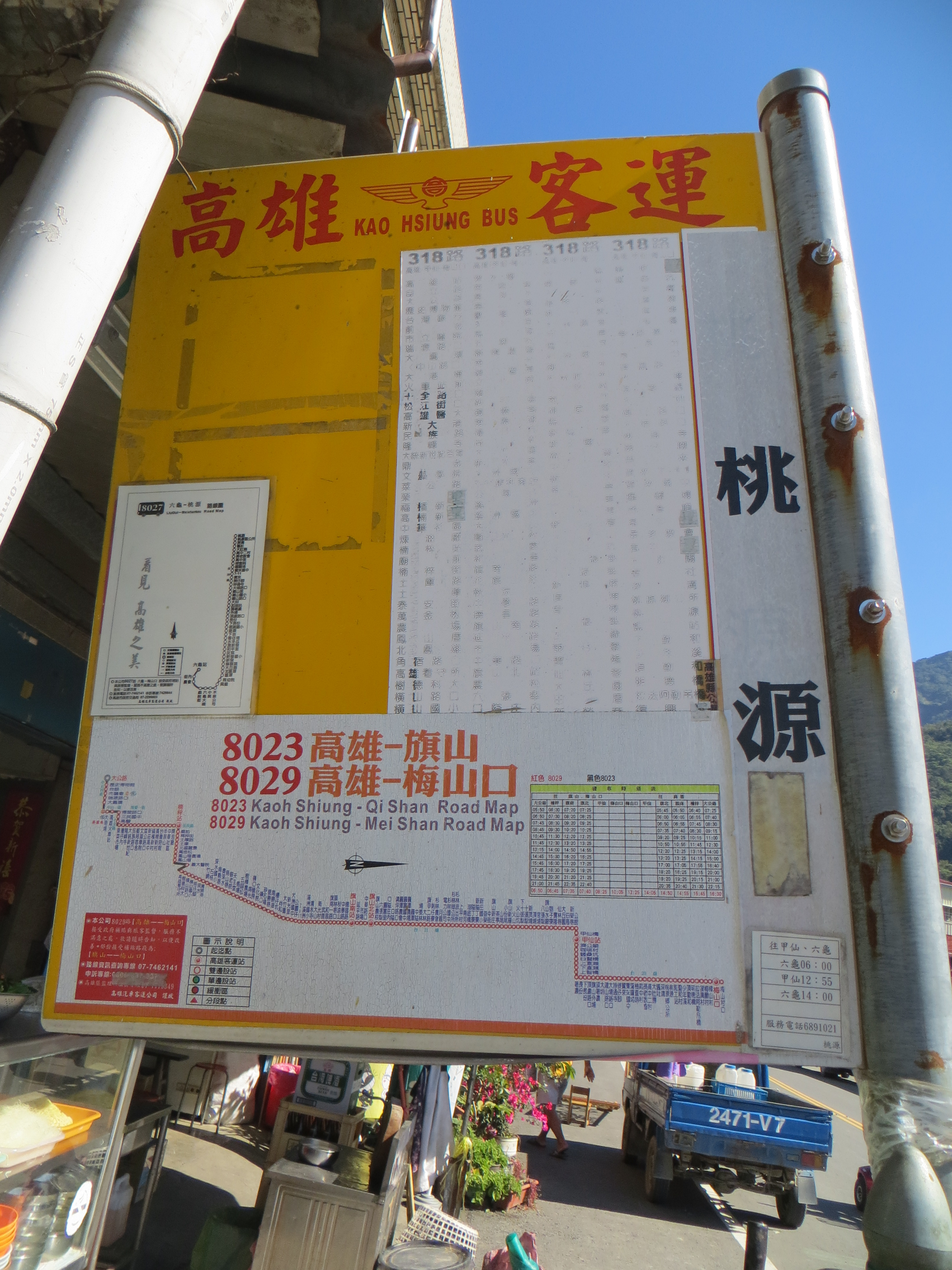
招呼站牌 (2016年1月9日，桃源)
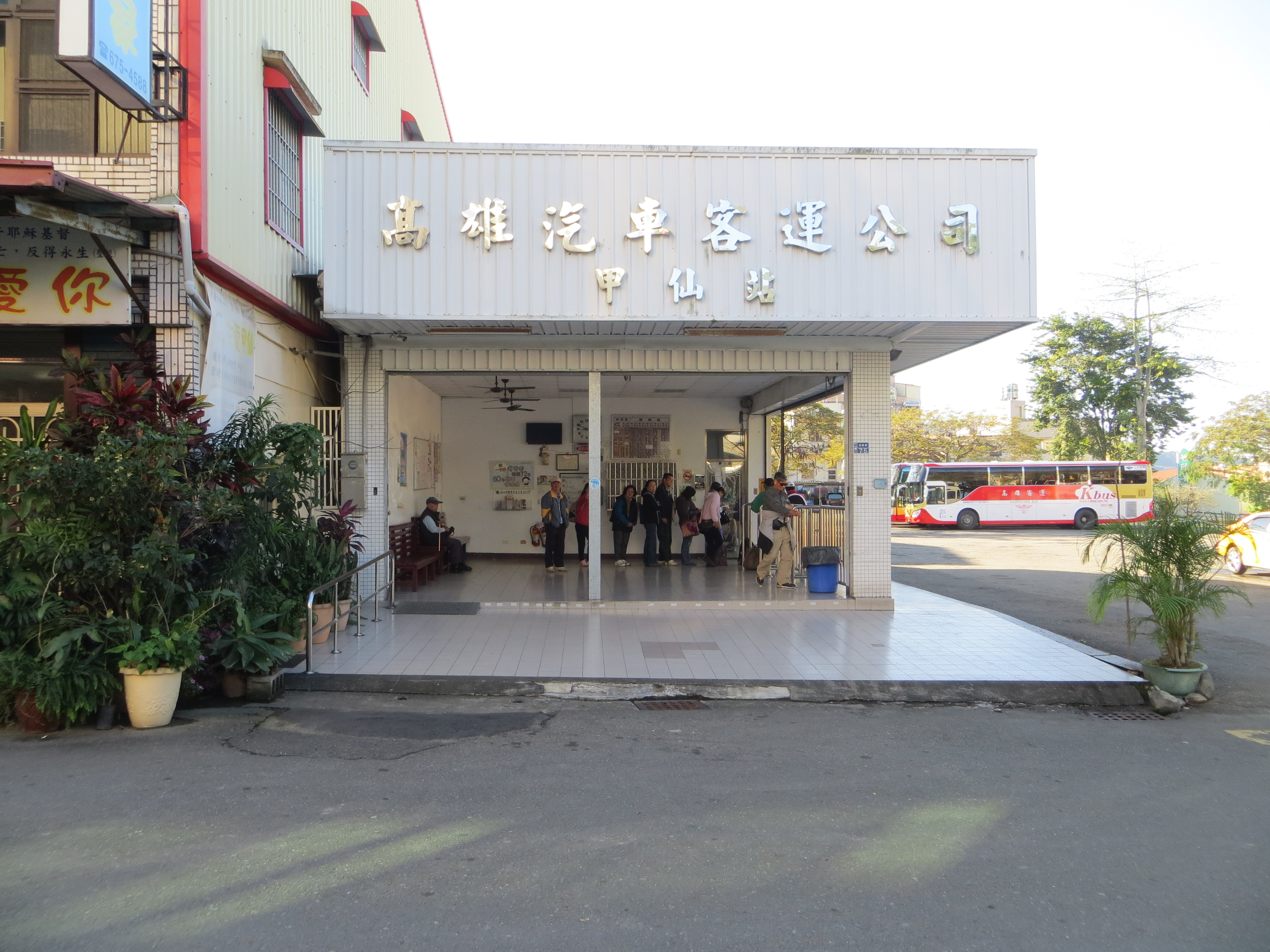
高雄客運甲仙站
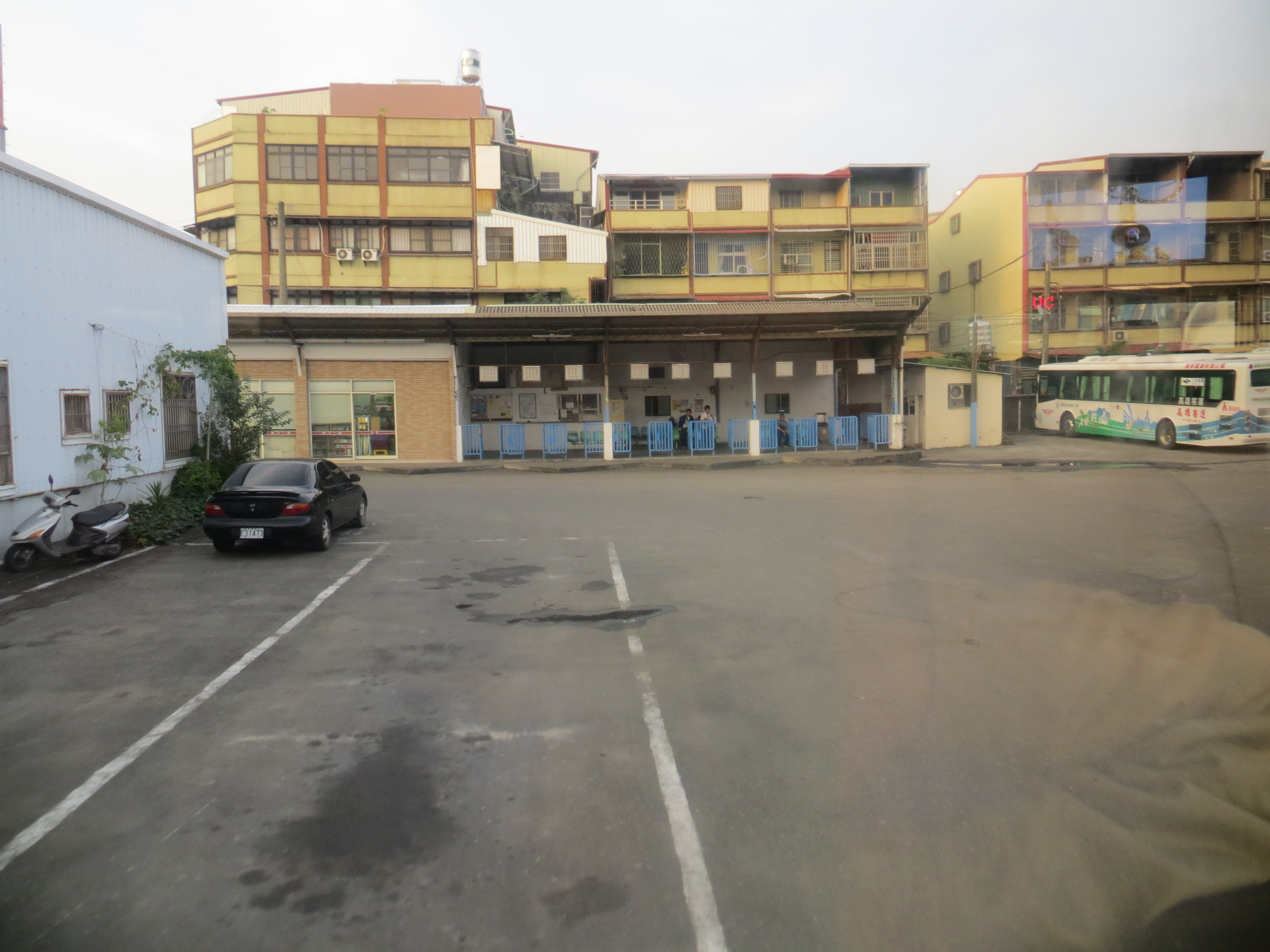
高雄客運旗山北站

## 路線資訊

### 屏東市區公車
| 路線編號                                                                     | 起站                                      | 經由 | 訖站                                                                              | 備註                          |
| ---------------------------------------------------------------------------- | ----------------------------------------- | --- | --------------------------------------------------------------------------------- | ----------------------------- |
| 511 511B                                                                     | 臺鐵新左營站 TR Xinzuoying Station        | 高雄榮民總醫院（去程） 義大醫院 屏客里港站 大仁科技大學（週五、週日部分班次繞駛）５１１Ｂ 內埔水門轉運站                                        | 屏東瑪家涼山遊憩區 Pingtung Majia Liangshan Recreation Area                       | - 經內埔農工。                |
| 511A                                                                         | 臺鐵新左營站 TR Xinzuoying Station        | － | 屏東內埔水門轉運站 Pingtung Neipu Shueimen Bus Station                            | - 直達車，例假日行駛。        |
| 512                                                                          | 鳳山轉運站 Fongshan Transfer Station      | 美和科技大學 屏東內埔鄉公所 | 國立屏東科技大學（總校區） National Pingtung University of Science and Technology |                               |
| 519                                                                          | 東港轉運站 Donggang Bus Station           | 臺鐵南州站 | 潮州轉運站 Chaozhou Bus Station                                                   | - 經慈惠醫護管理專科學校。    |
| 601 小琉球環島接駁公車 Little Liuqiu Island Tour Bus                         | 觀光碼頭站                                | 杉福漁港 ６０１ | 觀光碼頭站                                                                        |                               |
| 601A 小琉球環島支線接駁公車 Little Liuqiu Tour Bus Branch line               | 觀光碼頭站                                | 杉福漁港 ６０１ | 觀光碼頭站                                                                        |                               |
| 603A                                                                         | 內埔水門轉運站 Neipu Shueimen Bus Station | 瑪家山川琉璃吊橋 | 三地門鄉公所 Sandimen Township Office                                             | - 僅假日行駛。                |
| 603B                                                                         | 內埔水門轉運站 Neipu Shueimen Bus Station | 瑪家原住民文化園區 瑪家遊客中心 | 瑪家涼山遊憩區 Majia Liangshan Recreation Area                                    | - 經內埔農工。 - 僅假日行駛。 |
| 603C 台灣好行－185沿山可愛咖線 Mountain Coffee & Cocoa Route                 | 屏東轉運站 Pingtung Bus Station           | 內埔水門轉運站 瑪家原住民文化園區 禮納里嵐雲綠海 內埔隘寮社區發展協會 萬巒屏東可可園區 泰武吾拉魯茲（屏東咖啡園區） 瑪家銘泉農場 內埔水門轉運站 | 屏東轉運站 Pingtung Bus Station                                                   | - 網路預約(出發5日前)。       |
| 605 605A                                                                     | 臺鐵潮州站 TR Chaozhou Station            | 潮州林後四林 ６０５ 萬巒金石咖啡休閒農場 ６０５ 萬巒豬腳街 ６０５Ａ 萬金教堂 ６０５Ａ 瑪家銘泉農場 涼山遊憩區                                   | 內埔水門轉運站 Neipu Shueimen Bus Station                                         | - 平日停駛，假日行駛。        |
| 606                                                                          | 臺鐵潮州站 TR Chaozhou Station            | 國立屏東科技大學（總校區） 高雄榮民總醫院（屏東分院）                                                                                           | 內埔水門轉運站 Neipu Shueimen Bus Station                                         | - 經內埔農工。                |
| 圖示 ５１１Ｂ ：表示標示站點僅５１１Ｂ路線停靠，未標示站點為路線共同停靠站。 |                                           | |                                                                                   |                               |

### 開頂雙層巴士(Open Top Double Decker Bus)
| 高雄市                  |                                       |                                                                      |                                       |      |
| 路線編號                | 起站                                  | 經由                                                                 | 訖站                                  | 備註 |
| 西子灣線 Siziwan Router | 愛之船國賓站 Love Boat Guobin Station | 鹽埕駁二藝術特區 西子灣（英國領事館官邸） 鼓山輪渡站                 | 愛之船國賓站 Love Boat Guobin Station |      |
| 新灣線 New Bay Router   | 愛之船國賓站 Love Boat Guobin Station | 輕軌高雄展覽館站（新光碼頭） 捷運中央公園站 新興區六合夜市（大港埔） | 愛之船國賓站 Love Boat Guobin Station |      |

### 高雄市區公車
| JOY公車                                                                        | | | | |
| 路線編號                                                                       | 起站 | 經由 | 訖站 | 備註 |
| H11                                                                            | 桃源區公所 Taoyuan District Office                                                                                          | 六龜區公所 Ｈ１１ Ｈ１２ 美濃區公所 高客美濃站 衛生福利部旗山醫院 旗山轉運站 | 義大醫院 E-DA Hospital 高雄長庚紀念醫院（終點站） Kaohsiung Chang Gung Memorial Hospital                                    | - 經六龜農會 光復路（六龜高中）、旗尾（旗美高中）。 - 逢一、三、五行駛，假日停駛。 - 使用電子票證或行動支付，搭乘JOY公車路線享有單趟自付票價上限60元優惠。       |
| H11A                                                                           | 六龜寶來里 Liugui Bailai Village                                                                                            | 六龜區公所 Ｈ１１ Ｈ１２ 美濃區公所 高客美濃站 衛生福利部旗山醫院 旗山轉運站 | 義大醫院 E-DA Hospital 高雄長庚紀念醫院（終點站） Kaohsiung Chang Gung Memorial Hospital                                    | - 經六龜農會 光復路（六龜高中）、旗尾（旗美高中）。 - 逢一、三、五行駛，假日停駛。 - 使用電子票證或行動支付，搭乘JOY公車路線享有單趟自付票價上限60元優惠。       |
| H12                                                                            | 桃源區公所 Taoyuan District Office                                                                                          | 六龜區公所 Ｈ１１ Ｈ１２ 美濃區公所 高客美濃站 衛生福利部旗山醫院 旗山轉運站 | 高雄榮民總醫院 Kaohsiung Veterans General Hospital 高雄醫學大學（終點站） Kaohsiung Medical University                      | - 經六龜農會 光復路（六龜高中）、旗尾（旗美高中）、新莊高中。 - 逢二、四行駛，假日停駛。 - 使用電子票證或行動支付，搭乘JOY公車路線享有單趟自付票價上限60元優惠。 |
| H21                                                                            | 那瑪夏民生二里 Namasia Minsheng 2nd. Village                                                                                | 那瑪夏區公所 甲仙區公所 高客甲仙站 杉林區公所 延平路（旗山區公所） 旗山轉運站 衛生福利部旗山醫院                                                                                            | 高雄榮民總醫院 Kaohsiung Veterans General Hospital 高雄醫學大學（終點站） Kaohsiung Medical University                      | - 經旗山農工、新莊高中。 - 逢一、三、五行駛，假日停駛。 - 使用電子票證或行動支付，搭乘JOY公車路線享有單趟自付票價上限60元優惠。 - 路線圖、時刻表、票價請點我。   |
| H22                                                                            | 那瑪夏民生二里 Namasia Minsheng 2nd. Village                                                                                | 那瑪夏區公所 甲仙區公所 高客甲仙站 杉林區公所 延平路（旗山區公所） 旗山轉運站 衛生福利部旗山醫院                                                                                            | 義大醫院 E-DA Hospital 高雄長庚紀念醫院（終點站） Kaohsiung Chang Gung Memorial Hospital                                    | - 經旗山農工。 - 逢二、四行駛，假日停駛。 - 使用電子票證或行動支付，搭乘JOY公車路線享有單趟自付票價上限60元優惠。 - 路線圖、時刻表、票價請點我。                 |
| H31                                                                            | 茂林多納里 Maolin Kongadavane Village                                                                                       | 茂林區公所 美濃區公所 高客美濃站 衛生福利部旗山醫院 | 旗山轉運站 Cishan Bus Transfer Station                                                                                      | - 使用電子票證或行動支付，搭乘JOY公車路線享有單趟自付票價上限60元優惠。 - 路線圖、時刻表請點我。                                                                 |
| H11區間車 H11 (Interval)                                                       | 旗山轉運站 Cishan Bus Transfer Station                                                                                      | 高客美濃站 | 六龜不老溫泉 Liouguei Pu-lao Hot Spring                                                                                     | - 經旗尾（旗美高中）、六龜站（六龜高中）。 - 使用電子票證或行動支付，搭乘JOY公車路線享有單趟自付票價上限60元優惠。                                               |
| H11區間車 H11 (Interval)                                                       | 高客六龜新站 KBus Liouguei New Station                                                                                      | － | 六龜寶來里 Liouguei Baolai Village                                                                                          | - 經六龜站（六龜高中）。 - 使用電子票證或行動支付，搭乘JOY公車路線享有單趟自付票價上限60元優惠。                                                                 |
| H11區間車 H11 (Interval)                                                       | 高客六龜新站 KBus Liouguei New Station                                                                                      | 桃源區公所 | 桃源梅山口（玉山國家公園管理處 梅山遊客中心） Taoyuan Meishan Kou (Yushan National Park Headquarter Meishan Visitor Center) | - 經六龜站（六龜高中）。 - 使用電子票證或行動支付，搭乘JOY公車路線享有單趟自付票價上限60元優惠。                                                                 |
| H11區間車 H11 (Interval)                                                       | 桃源梅山口（玉山國家公園管理處 梅山遊客中心） Taoyuan Meishan Kou (Yushan National Park Headquarter Meishan Visitor Center) | － | 桃源區公所 Taoyuan District Office                                                                                          | - 使用電子票證或行動支付，搭乘JOY公車路線享有單趟自付票價上限60元優惠。                                                                                          |
| H21區間車 H21 (Interval)                                                       | 高客甲仙站 KBus Jiasian Station                                                                                             | 杉林區公所 延平路（旗山區公所） | 旗山轉運站 Cishan Bus Transfer Station                                                                                      | - 經旗山農工。 - 使用電子票證或行動支付，搭乘JOY公車路線享有單趟自付票價上限60元優惠。 - 路線圖、時刻表、票價請點我。                                            |
| H21區間車 H21 (Interval)                                                       | 杉林上平里 Shanlin Shangping Village                                                                                        | 杉林區公所 延平路（旗山區公所） | 旗山轉運站 Cishan Bus Transfer Station                                                                                      | - 經旗山農工。 - 使用電子票證或行動支付，搭乘JOY公車路線享有單趟自付票價上限60元優惠。 - 路線圖、時刻表、票價請點我。                                            |
| H21區間車 H21 (Interval)                                                       | 那瑪夏民生二里 Namasia Minsheng 2nd. Village                                                                                | 那瑪夏區公所 甲仙區公所 | 高客甲仙站 KBus Jiasian Station                                                                                             | - 部分班次假日停駛。 - 使用電子票證或行動支付，搭乘JOY公車路線享有單趟自付票價上限60元優惠。 - 路線圖、時刻表、票價請點我。                                      |
| H21區間車 H21 (Interval)                                                       | 甲仙五里埔 Jiasian Wulipu                                                                                                   | 甲仙區公所 | 高客甲仙站 KBus Jiasian Station                                                                                             | - 部分班次假日停駛。 - 使用電子票證或行動支付，搭乘JOY公車路線享有單趟自付票價上限60元優惠。 - 路線圖、時刻表、票價請點我。                                      |
| 圖示 Ｈ１１ ：表示標示站點僅Ｈ１１路線停靠，未標示站點為路線共同停靠站。       | | | | |
| 快線公車                                                                       | | | | |
| 路線編號                                                                       | 起站 | 經由 | 訖站 | 備註 |
| E01A 旗美國道快線 Cimei Freeway Express                                        | 高鐵左營站 HSR Zuoying Station                                                                                              | 高雄榮民總醫院 旗山轉運站 | 旗山轉運站 Cishan Bus Transfer Station                                                                                      | - 使用電子票證或行動支付，搭乘享有單趟自付票價上限60元優惠。 |
| E01B 旗美國道快線Cimei Highway Express                                         | 高鐵左營站 HSR Zuoying Station                                                                                              | 高雄榮民總醫院 旗山轉運站 | 高客美濃站 KBus Meinong Station                                                                                             | - 使用電子票證或行動支付，搭乘享有單趟自付票價上限60元優惠。 |
| E01A 區間車 Cimei Highway Express (Interval)                                   | 旗山轉運站 Cishan Bus Transfer Station                                                                                      | － | 實踐大學 Shih Chien University                                                                                              | |
| E02 哈佛快線 Harvard Express                                                   | 高鐵左營站 HSR Zuoying Station                                                                                              | － | 大樹佛光山佛陀紀念館 Dashu Fo Guang Shan Buddha Museum                                                                      | - 使用電子票證或行動支付，搭乘享有單趟自付票價上限60元優惠。 |
| E04 燕巢學園快線 Yanchao Campus Express                                        | 高鐵左營站 HSR Zuoying Station                                                                                              | 義大醫院 樹德科技大學 國立高雄科技大學（燕巢校區） | 國立高雄師範大學（燕巢校區） National Kaohsiung Normal University (Yanchao Campus)                                          | |
| E25 高旗六龜快線 Liouguei Express                                              | 高客六龜新站 KBus Liouguei New Station                                                                                      | 高客美濃站 旗山轉運站 高雄榮民總醫院 高鐵左營站 文藻外語大學 高雄醫學大學 | 臺鐵高雄站 TR Kaohsiung Station                                                                                             | - 經六龜高中、新莊高中。 - 使用電子票證或行動支付，搭乘享有單趟自付票價上限60元優惠。                                                                            |
| E28 高旗美濃快線 Meinong Express                                               | 高客美濃站 KBus Meinong Station                                                                                             | 美濃區公所 旗山轉運站 高雄榮民總醫院 文藻外語大學 高雄醫學大學 | 臺鐵高雄站 TR Kaohsiung Station                                                                                             | - 經旗美商工、新莊高中。 - 使用電子票證或行動支付，搭乘享有單趟自付票價上限60元優惠。                                                                            |
| E32 高旗甲仙快線 Jiasian Express                                               | 高客甲仙站 KBus Jiasian Station                                                                                             | 杉林區公所 高客旗山北站 延平路（旗山區公所） 旗山轉運站 高雄榮民總醫院 文藻外語大學 高雄醫學大學                                                                                            | 臺鐵高雄站 TR Kaohsiung Station                                                                                             | - 經旗山農工、新莊高中。 - 使用電子票證或行動支付，搭乘享有單趟自付票價上限60元優惠。                                                                            |
| 一般公車                                                                       | | | | |
| 路線編號                                                                       | 起站 | 經由 | 訖站 | 備註 |
| 23                                                                             | 高客鳳山站 KBus Fongshan Station                                                                                            | 臺鐵鳳山站 鳳山轉運站 | 鳥松圓照寺 Niaosong Yuanjhao Temple                                                                                         | - 部分班次延駛文山高中。 |
| 24                                                                             | 鳥松圓照寺 Niaosong Yuanjhao Temple                                                                                         | 鳥松區公所 榮總側門（高雄榮民總醫院） 文藻外語大學（民族一路） | 捷運巨蛋站 MRT Kaohsiung Arena Station                                                                                      | - 部分班次延駛鳥松仁美里。 - 經新莊高中。 - 平日行駛。 |
| 24A                                                                            | 鳥松國中 Niaosong Junior High School                                                                                        | 鳥松區公所 榮總側門（高雄榮民總醫院） 文藻外語大學（民族一路） | 捷運巨蛋站 MRT Kaohsiung Arena Station                                                                                      | - 經新莊高中。 - 假日行駛。 |
| 87                                                                             | 鳳山轉運站（捷運大東站） Fongshan Transfer Station (MRT Dadong Station)                                                     | 臺鐵鳳山站 高客鳳山站 國軍高雄總醫院（返程） 高雄市政府（鳳山行政中心） | 建軍站（捷運衛武營站） Jianjyun Station (MRT Weiwuying Station)                                                             | - 經捷運鳳山站。 - 經中正預校、鳳新高中、鳳山高中。 |
| 97                                                                             | 捷運都會公園站 MRT Metropolitan Park Station                                                                                | 高客楠梓站 臺鐵楠梓站 慈雲寺（楠梓區公所） 國立高雄科技大學（第一東、西校區） 義大醫院 | 樹德科技大學 Shu-Te University                                                                                              | - 經楠梓高中。 |
| 98                                                                             | 捷運楠梓科技園區站 Nanzih Technology Industrial Park Station                                                                | 橋頭地方法院 橋頭地方檢察署 | 捷運青埔站 MRT Cingpu Station                                                                                               | - 假日停駛。 |
| 224                                                                            | 高客楠梓站 KBus Nanzih Station                                                                                              | 高雄少年及家事法院 仁武區公所 榮總側門（高雄榮民總醫院） 文藻外語大學 高雄市政府（四維行政中心）                                                                                            | 高雄市立歷史博物館 Kaohsiung Museum of History                                                                              | - 經捷運巨蛋站、凹子底站、後驛站、美麗島站、中央公園站、鹽埕埔站。 - 經後備指揮部、新莊高中、新興高中、高雄高商、高雄女中。 - 逢例假/寒/暑假日停駛。             |
| 大樹祈福線 Dashu Blessing Bus                                                  | 臺鐵鳳山站 TR Fongshan Station                                                                                              | 鳳山轉運站（捷運大東站） 大樹國中（臺鐵九曲堂站） | 大樹佛光山佛陀紀念館 Dashu Fo Guang Shan Buddha Museum                                                                      | - 經捷運鳳山國中站。 |
| 紅線接駁公車                                                                   | | | | |
| 路線編號                                                                       | 起站 | 經由 | 訖站 | 備註 |
| 紅65 Red 65                                                                    | 臺鐵岡山車站（捷運岡山車站） TR Gangshan Station (MRT Gangshan Station)                                                     | － | 燁聯鋼鐵股份有限公司 Yieh United Steel Corp.                                                                                | - 假日停駛。 |
| 紅67A Red 67A                                                                  | 臺鐵岡山車站（捷運岡山車站） TR Gangshan Station (MRT Gangshan Station)                                                     | 空軍航空技術學院 紅６７Ａ部分繞駛 台鋼科技大學 路竹區公所 紅６７Ｂ | 高雄科學園區 Kaohsiung Science Park                                                                                         | - 經岡山農工。 - 假日停駛。 |
| 紅67B Red 67B                                                                  | 臺鐵岡山車站（捷運岡山車站） TR Gangshan Station (MRT Gangshan Station)                                                     | 空軍航空技術學院 紅６７Ａ部分繞駛 台鋼科技大學 路竹區公所 紅６７Ｂ | 路竹順安宮 Luzhu Shunan Temple                                                                                              | - 經岡山農工、路竹高中。 - 假日停駛。 |
| 紅68A Red 68A                                                                  | 捷運岡山高醫站 Kaohsiung Medical University Gangshan Hospital Station                                                       | 臺鐵岡山車站（捷運岡山車站） 岡山區公所 紅68A | 田寮里 Tianliao Village | - 經岡山農工。 - 假日繞駛田寮石頭廟。 |
| 紅68B Red 68B                                                                  | 捷運岡山高醫站 Kaohsiung Medical University Gangshan Hospital Station                                                       | 臺鐵岡山車站（捷運岡山車站） 岡山區公所 紅68A | 大莊里 Dajhuang Village | - 平日部份班次繞駛嘉興國中，逢例假日及寒暑假不繞駛。 |
| 紅69 Red 69                                                                    | 捷運岡山高醫站 Kaohsiung Medical University Gangshan Hospital Station                                                       | 臺鐵岡山車站（捷運岡山車站） 岡山區公所 國軍高雄總醫院（岡山分院） | 岡山高中 National Kangshan Senior High School                                                                               | - 經岡山農工。 |
| 紅72 Red 72                                                                    | 捷運岡山高醫站 Kaohsiung Medical University Gangshan Hospital Station                                                       | 捷運橋頭火車站 橋頭區公所 甲樹路口（第二殯儀館 橋頭分館） | 梓官區公所 Zihguan District Office                                                                                          | - 經高苑工商。 |
| 紅75 Red 75                                                                    | 捷運岡山高醫站 Kaohsiung Medical University Gangshan Hospital Station                                                       | 捷運橋頭火車站 橋頭區公所 梓官區公所 彌陀區公所 | 彌陀安樂宮 Mituo Anle Temple                                                                                                | - 經高苑工商。 |
| 紅76 Red 76                                                                    | 捷運岡山高醫站 Kaohsiung Medical University Gangshan Hospital Station                                                       | 捷運橋頭火車站 橋頭區公所 梓官區公所 彌陀區公所 永安（永安區公所） | 永安國小 Yong An Elementary School                                                                                          | - 經高苑工商。 |
| 紅78 Red 78                                                                    | 捷運岡山高醫站 Kaohsiung Medical University Gangshan Hospital Station                                                       | 臺鐵岡山車站（捷運岡山車站） 梓官區公所 彌陀區公所 | 彌陀南寮里 Mituo Nanliao Village                                                                                            | |
| 紅79 Red 79                                                                    | 臺鐵岡山車站（捷運岡山車站） TR Gangshan Station (MRT Gangshan Station)                                                     | 高雄市立岡山醫院 空軍航空技術學院 永安（永安區公所） | 永安塭仔邊 Yongan Wunzihbian                                                                                                | - 經岡山農工。 |
| 圖示 紅６７Ａ ：表示標示站點僅紅６７路線停靠，未標示站點為路線共同停靠站。     | | | | |
| 橘線接駁公車                                                                   | | | | |
| 路線編號                                                                       | 起站 | 經由 | 訖站 | 備註 |
| 橘11A Orange 11A 橘11B Orange 11B                                              | 高客林園站 KBus Linyuan Station                                                                                             | 林園區公所 大寮區公所 輔英科技大學（部分班次繞駛校區） 鳳山轉運站 臺鐵鳳山站 高客鳳山站 橘１１Ａ 橘１１區間車 高雄市政府（鳳山行政中心） 橘１１Ａ 橘１１Ｂ 國軍高雄總醫院 橘１１Ａ 橘１１Ｂ | 建軍站（捷運衛武營站） Jianjyun Station (MRT Weiwuying Station)                                                             | - 經捷運鳳山國中站、鳳山站、鳳山西站 橘１１Ａ。 - 經林園高中、高英工商、中山工商、鳳山高中 橘１１Ｂ。                                                            |
| 橘11 區間車 Orange 11 (Interval)                                               | 高客林園站 KBus Linyuan Station                                                                                             | 林園區公所 大寮區公所 輔英科技大學（部分班次繞駛校區） 鳳山轉運站 臺鐵鳳山站 高客鳳山站 橘１１Ａ 橘１１區間車 高雄市政府（鳳山行政中心） 橘１１Ａ 橘１１Ｂ 國軍高雄總醫院 橘１１Ａ 橘１１Ｂ | 臺鐵鳳山站 TR Fongshan Station                                                                                              | - 經捷運鳳山國中站。 - 經林園高中、高英工商、中山工商。 |
| 橘12A Orange 12A                                                               | 高雄長庚紀念醫院 Kaohsiung Chang Gung Memorial Hospital                                                                     | 正修科技大學 | 鳳山中崙里 Fongshan Jhonglun Village                                                                                        | - 經捷運鳳山西站。 - 經鳳新高中。 |
| 橘12區間車 Orange 12 (Interval)                                                | 捷運鳳山西站 MRT Fongshan West Station                                                                                      | － | 鳳新高中 National Feng-Shin Senior High School                                                                              | |
| 橘16A Orange 16A                                                               | 鳳山轉運站（捷運大東站） Fengshan Transfer Station (MRT Dadong Station)                                                     | 臺鐵鳳山站 澄清湖棒球場 長庚醫院 鳥松區公所 | 仁武高中 Kaohsiung Municipal Renwu Senior High School                                                                       | |
| 橘16B Orange 16B                                                               | 鳳山轉運站（捷運大東站） Fengshan Transfer Station (MRT Dadong Station)                                                     | 臺鐵鳳山站 澄清湖棒球場 長庚醫院 鳥松區公所 | 大社區公所 Dashe District Office                                                                                            | - 例假日停駛。 |
| 圖示 橘１１Ａ ：表示標示站點僅 橘１１Ａ 路線停靠，未標示站點為路線共同停靠站。 | | | | |
| 幹線公車                                                                       | | | | |
| 路線編號                                                                       | 起站 | 經由 | 訖站 | 備註 |
| 60 覺民幹線 Jyuemin Main Line                                                  | 駁二藝術特區 The Pier-2 Art Center                                                                                          | 高雄市立歷史博物館 台灣銀行（中央健康保險署 高屏業務組） 高雄車站（中山路） 國立科學工藝博物館 正修科技大學（澄清湖） 鳥松區公所（60）                                                      | 鳥松夢裡里活動中心 Niaosong Mengli Village Activity Center                                                                  | - 經捷運鹽埕埔站、前金站。 - 經高雄高中。 |
| 60 覺民幹線 區間車 Jyuemin Main Line (Interval)                                | 駁二藝術特區 The Pier-2 Art Center                                                                                          | 高雄市立歷史博物館 台灣銀行（中央健康保險署 高屏業務組） 高雄車站（中山路） 國立科學工藝博物館 正修科技大學（澄清湖） 鳥松區公所（60）                                                      | 高雄長庚紀念醫院 Kaohsiung Chang Gung Memorial Hospital                                                                     | - 經捷運鹽埕埔站、前金站。 - 經高雄高中。 |
| 圖示60：表示標示站點僅60路線停靠，未標示站點為路線共同停靠站。                 | | | | |

### 公路客運
| 路線編號                                                                       | 起站                               | 經由 | 訖站                                                  | 備註 |
| ------------------------------------------------------------------------------ | ---------------------------------- | --- | ----------------------------------------------------- | --- |
| 8037                                                                           | 高客旗山北站 Cishan North Station  | 旗山轉運站 屏東里港鄉公所 | 屏東里港 Pingtung Ligang                              | - 假日停駛。 - [高雄]不適用公路客運刷一卡通最高自付額 $60 優惠方案。 |
| 8050                                                                           | 臺鐵台南站 TR Tainan Station       | 嘉南療養院/胸腔病院（仁德轉運站） 仁德（仁德區公所） 歸仁區公所 關廟市場（關廟區公所） 關廟轉運站 龍崎區公所 實踐大學（高雄校區） 旗山北站 延平路（旗山區公所） | 旗山轉運站 Cishan Bus Transfer Station                | - 經臺南一中。 - [高雄]不適用公路客運刷一卡通最高自付額 $60 優惠方案。 - [台南]持台南市民卡所有卡種刷卡搭乘基本里程免費，以及2小時內單向轉乘 大台南公車 $9 優惠。 - 配置1輛無障礙公車。 |
| 9117                                                                           | 高雄自立站 Kaohsiung Zihli Station | 建國站（臺鐵高雄站） 高雄國際航空站 東琉線碼頭站 ９１１７B 輔英科技大學附設醫院（東港高中） ９１１７ ９１１７Ａ 東港轉運站（東港鎮公所） 大鵬灣1（大鵬灣國家風景區） ９１１７ ９１１７Ａ 林邊（臺鐵林邊站） ９１１７ ９１１７Ａ 佳冬（臺鐵佳冬站） ９１１７ ９１１７Ａ 枋寮站（臺鐵枋寮站） 臺鐵加祿站 ９１１７ 內獅國小（臺鐵內獅站） ９１１７ 枋山（枋山鄉公所） ９１１７ 五里亭機場（恆春機場） ９１１７ 恆春轉運站 ９１１７ ９１１７Ｂ 墾丁國家公園管理處 ９１１７ | 屏東恆春小灣 Pingtung Hengchun Xiaowan                | - 經高雄高中、前鎮高中、小港高中、佳冬高農、枋寮國中（枋寮高中）、 恆春工商。 - 經高雄捷運（美麗島站、中央公園站、三多商圈站、獅甲站、前鎮高中站、小港站）。 - 與國光客運聯營。         |
| 9117B 台灣好行－墾丁機場快線Kenting Airport Express Line                       | 高雄自立站 Kaohsiung Zihli Station | 建國站（臺鐵高雄站） 高雄國際航空站 東琉線碼頭站 ９１１７B 輔英科技大學附設醫院（東港高中） ９１１７ ９１１７Ａ 東港轉運站（東港鎮公所） 大鵬灣1（大鵬灣國家風景區） ９１１７ ９１１７Ａ 林邊（臺鐵林邊站） ９１１７ ９１１７Ａ 佳冬（臺鐵佳冬站） ９１１７ ９１１７Ａ 枋寮站（臺鐵枋寮站） 臺鐵加祿站 ９１１７ 內獅國小（臺鐵內獅站） ９１１７ 枋山（枋山鄉公所） ９１１７ 五里亭機場（恆春機場） ９１１７ 恆春轉運站 ９１１７ ９１１７Ｂ 墾丁國家公園管理處 ９１１７ | 屏東恆春小灣 Pingtung Hengchun Xiaowan                | - 與屏東客運和國光客運聯營。 |
| 9117A                                                                          | 高雄自立站 Kaohsiung Zihli Station | 建國站（臺鐵高雄站） 高雄國際航空站 東琉線碼頭站 ９１１７B 輔英科技大學附設醫院（東港高中） ９１１７ ９１１７Ａ 東港轉運站（東港鎮公所） 大鵬灣1（大鵬灣國家風景區） ９１１７ ９１１７Ａ 林邊（臺鐵林邊站） ９１１７ ９１１７Ａ 佳冬（臺鐵佳冬站） ９１１７ ９１１７Ａ 枋寮站（臺鐵枋寮站） 臺鐵加祿站 ９１１７ 內獅國小（臺鐵內獅站） ９１１７ 枋山（枋山鄉公所） ９１１７ 五里亭機場（恆春機場） ９１１７ 恆春轉運站 ９１１７ ９１１７Ｂ 墾丁國家公園管理處 ９１１７ | 屏東枋寮站（臺鐵枋寮站） Pintung Fangliao Station     | - 經高雄高中、前鎮高中、小港高中、佳冬高農、枋寮國中（枋寮高中）。 - 經高雄捷運（美麗島站、中央公園站、三多商圈站、獅甲站、前鎮高中站、小港站）。 - 與屏東客運和國光客運聯營。          |
| 9127                                                                           | 高雄自立站 Kaohsiung Zihli Station | 建國站（臺鐵高雄站） ９１２７ 新園戶政（新園鄉公所） ９１２７ 鹽琉線船運服務中心 ９１２７Ｇ 東琉線碼頭站 ９１２７D ９１２７Ｇ 輔英科技大學附設醫院（東港高中） 東港轉運站（東港鎮公所） 濱灣碼頭站 ９１２７D ９１２７Ｇ | 屏東大鵬灣遊客中心 Pingtung Dapeng Bay Visitor Center | - 經高雄高中、佳冬高農、枋寮國中（枋寮高中）、恆春工商。 - 中正站（高雄捷運苓雅運動園區站）。 - 與屏東客運和國光客運聯營。                                                              |
| 9127D 台灣好行－大鵬灣琉球線 Dapeng Bay Liuqiu Route                           | 高鐵左營站 HSR Zuoying Station     | 建國站（臺鐵高雄站） ９１２７ 新園戶政（新園鄉公所） ９１２７ 鹽琉線船運服務中心 ９１２７Ｇ 東琉線碼頭站 ９１２７D ９１２７Ｇ 輔英科技大學附設醫院（東港高中） 東港轉運站（東港鎮公所） 濱灣碼頭站 ９１２７D ９１２７Ｇ | 屏東大鵬灣遊客中心 Pingtung Dapeng Bay Visitor Center | - 與屏東客運和國光客運聯營。 |
| 9127G                                                                          | 高鐵左營站 HSR Zuoying Station     | 建國站（臺鐵高雄站） ９１２７ 新園戶政（新園鄉公所） ９１２７ 鹽琉線船運服務中心 ９１２７Ｇ 東琉線碼頭站 ９１２７D ９１２７Ｇ 輔英科技大學附設醫院（東港高中） 東港轉運站（東港鎮公所） 濱灣碼頭站 ９１２７D ９１２７Ｇ | 屏東大鵬灣遊客中心 Pingtung Dapeng Bay Visitor Center | - 與屏東客運和國光客運聯營。 |
| 9188                                                                           | 高雄自立站 Kaohsiung Zihli Station | 建國站（臺鐵高雄站） 林邊（臺鐵林邊站） 佳冬（臺鐵佳冬站） 枋寮站（臺鐵枋寮站） 臺鐵加祿站 內獅國小（臺鐵內獅站） 枋山（枋山鄉公所） 五里亭機場（恆春機場） 恆春轉運站 墾丁國家公園管理處 | 屏東恆春鵝鑾鼻 Pingtung Hengchun Eluanbi              | - 經高雄高中、佳冬高農、枋寮國中（枋寮高中）、恆春工商。 - 中正站（高雄捷運苓雅運動園區站）。 - 與屏東客運和國光客運聯營。                                                              |
| 9189 台灣好行－墾丁快線 Kenting Express Line                                   | 高鐵左營站 HSR Zuoying Station     | 屏東枋寮站（臺鐵枋寮站） 恆春轉運站 | 屏東恆春小灣 Pingtung Hengchun Xiaowan                | - 與屏東客運和國光客運聯營。 |
| 圖示 ９１１７ ：表示標示站點僅 ９１１７ 路線停靠，未標示站點為路線共同停靠站。 |                                    | |                                                       | |

### 高雄市區公車（公路客運）
| 路線編號                                                                     | 起站                                                                               | 經由 | 訖站                                                                     | 備註 |
| ---------------------------------------------------------------------------- | ---------------------------------------------------------------------------------- | --- | ------------------------------------------------------------------------ | --- |
| 239                                                                          | 高客茄萣站 KBus Cieding Station                                                    | 茄萣區公所 湖內區公所 嘉南藥理大學 台南航空站 體育公園（國立台南大學 府城校區） | 臺鐵台南站 TR Tainan Station                                             | - 經台南南門路（台南高商、家齊高中）、建興國中（南門路）（台南女中）。                                                                |
| 8001                                                                         | 高雄市立歷史博物館（鹽埕大公路） Kaohsiung Museum of History (Yancheng Dagong Rd.) | 台灣銀行（中央健康保險署 高屏業務組） 建軍站（捷運衛武營站） 高客鳳山站 輔英科技大學 大寮區公所 林園區公所 | 高客林園站 KBus Linyuan Station                                          | - 經捷運前金站、美麗島站、中央公園站、鳳山西站、鳳山站、鳳山國中站。 - 經新興高中、高雄高商、復華中學、三信家商、中山工商、林園高中。 |
| 8008                                                                         | 臺鐵岡山車站（捷運岡山車站） TR Gangshan Station (MRT Gangshan Station)            | 義大醫院 燕巢市場（燕巢區公所） 大社農會（大社區公所） 仁武區公所 鳥松區公所 高雄長庚紀念醫院 正修科技大學 國立高雄科技大學（建工校區） 高雄醫學大學 | 臺鐵高雄站 TR Kaohsiung Station                                          | - 經工兵學校、仁武里（仁武高中）、高雄高工。 - 例假日停駛。                                                                           |
| 8009                                                                         | 高客旗山北站 KBus Cishan North Station                                             | 延平路（旗山區公所） 旗山轉運站 鳥松區公所 高雄長庚紀念醫院 正修科技大學 國立高雄科技大學（建工校區） 高雄醫學大學 | 臺鐵高雄站 TR Kaohsiung Station                                          | - 例假日停駛。 |
| 8010                                                                         | 臺鐵高雄站 TR Kaohsiung Station                                                    | 高雄市政府（鳳山行政中心） ８０１０ 臺鐵鳳山站 ８０１０區間車 高客鳳山站 大樹國中（臺鐵九曲堂站） 旗山轉運站 延平路（旗山區公所） | 高客旗山北站 KBus Cishan North Station                                   | - 經捷運鳳山站、鳳山國中站。 - 經道明中學、鳳山高中、新光高中。                                                                       |
| 8010區間車 8010 (Interval)                                                   | 鳳山轉運站 Fongshan Transfer Station                                               | 高雄市政府（鳳山行政中心） ８０１０ 臺鐵鳳山站 ８０１０區間車 高客鳳山站 大樹國中（臺鐵九曲堂站） 旗山轉運站 延平路（旗山區公所） | 高客旗山北站 KBus Cishan North Station                                   | - 經捷運鳳山站、鳳山國中站。 - 經鳳山高中、新光高中。                                                                                 |
| 8012                                                                         | 臺鐵岡山車站（捷運岡山車站） TR Gangshan Station (MRT Gangshan Station)            | 岡山區公所 旗山轉運站 延平路（旗山區公所） | 高客旗山北站 KBus Cishan North Station                                   | |
| 8015                                                                         | 岡山轉運站（臺鐵岡山站） Gangshan Transfer Station (TR Gangshan Station)           | 捷運橋頭火車站 國軍高雄總醫院（左營分院） 左營南站 | 海青工商 Haiching Vocational High School of Technology and Commerce      | - 經捷運岡山高醫站。 - 經中山高中、左營高中。 - 例假日停駛。                                                                          |
| 8017                                                                         | 台鐵新左營站 TR Xinuzoying Station                                                 | 台鐵左營（舊城）站 左營南站 國軍高雄總醫院（左營分院） 國立高雄大學 | 岡山轉運站（臺鐵岡山站） Gangshan Transfer Station (TR Gangshan Station) | - 經捷運岡山高醫站。 - 經海青工商、左營高中。 - 例假日停駛。                                                                          |
| 8020                                                                         | 義大醫院 E-DA Hospital                                                             | 岡山轉運站（臺鐵岡山站） 燕巢市場（燕巢區公所） | 捷運岡山高醫站 Kaohsiung Medical University Gangshan Hospital Station    | - 經工兵學校。 |
| 8021                                                                         | 高客鳳山站 KBus Fongshan Station                                                   | 高雄長庚紀念醫院 正修科技大學 國立高雄科技大學（建工校區） 文藻外語大學 高雄榮民總醫院 臺鐵左營（舊城）站 國軍高雄總醫院（左營分院） 國立高雄大學 梓官區公所 彌陀區公所 | 彌陀國小 Mituo Elementary School                                         | - 經立志中學、三民高中、新莊高中、左營高中。 - 例假日停駛。                                                                           |
| 8023                                                                         | 臺鐵高雄站 TR Kaohsiung Station                                                    | 高雄醫學大學 ８０２３ 文藻外語大學 ８０２３ 高客楠梓站 義大醫院 樹德科技大學 國立高雄科技大學（燕巢校區） 深水國小（國立高雄師範大學 燕巢校區） 旗山轉運站 延平路（旗山區公所） | 高客旗山北站 KBus Cishan North Station                                   | - 經新莊高中。 |
| 8023區間車 8023 (Interval)                                                   | 捷運都會公園站 MRT Metropolitan Park Station                                       | 高雄醫學大學 ８０２３ 文藻外語大學 ８０２３ 高客楠梓站 義大醫院 樹德科技大學 國立高雄科技大學（燕巢校區） 深水國小（國立高雄師範大學 燕巢校區） 旗山轉運站 延平路（旗山區公所） | 高客旗山北站 KBus Cishan North Station                                   | |
| 8026                                                                         | 旗山轉運站 Cishan Bus Transfer Station                                             | 衛生福利部旗山醫院 延平路（旗山區公所） 杉林區公所 | 杉林玄龍宮 Shanlin Syuanlong Temple                                      | - 經旗山農工。 |
| 8029                                                                         | 高客甲仙站 KBus Jiasian Station                                                    | 桃源區公所 梅山口（玉山國家公園管理處 梅山遊客中心） | 桃源梅山里 Taoyuan Meishan Village                                       | |
| 8033                                                                         | 高客六龜新站 KBus Liouguei New Station                                             | － | 美崙山 Meilun Mountain                                                   | - 例假日停駛。 |
| 8035                                                                         | 旗山轉運站 Cishan Bus Transfer Station                                             | 延平路（旗山區公所） 高客旗山北站 實踐大學（高雄校區） 內門區公所 | 臺南南化區公所 Tainan Nanhua District Office                             | |
| 8035區間車 8035 (Interval)                                                   | 旗山轉運站 Cishan Bus Transfer Station                                             | 延平路（旗山區公所） 高客旗山北站 實踐大學（高雄校區） 內門區公所 | 內門里 Neiman Village                                                    | - 例假日停駛。 |
| 8036                                                                         | 旗山轉運站 Cishan Bus Transfer Station                                             | 延平路（旗山區公所） 高客旗山北站 | 內門竹峰寺 Naiman Jhufong Temple                                         | - 經旗山農工。 |
| 8041A                                                                        | 高客林園站 KBus Linyuan Station                                                    | 林園區公所 ８０４１Ａ 輔英科技大學 ８０４１Ａ 大寮區公所 ８０４１Ａ 高客鳳山站 高雄市政府（鳳山行政中心） 臺鐵正義站 正修科技大學 高雄長庚紀念醫院 高雄科技大學（建工校區） 高雄醫學大學 ８０４１Ａ 文藻外語大學 ８０４１Ｃ 捷運橋頭火車站 ８０４１Ｃ 慈濟大學推廣中心 ８０４１Ｃ 台鋼科技大學 ８０４１Ｃ 臺鐵大湖站 ８０４１Ｃ 東方路口（東方設計大學）８０４１Ｃ 嘉南藥理大學 ８０４１Ｃ | 三民自立十全路口 Sanmin Zihli and Shihcyuan Rd. Intersection             | - 經捷運鳳山國中站。 - 經林園高中、高英工商、中山工商、鳳山高中、文山高中、高雄高工。                                                 |
| 8041C                                                                        | 高客鳳山站 KBus Fongshan Station                                                   | 林園區公所 ８０４１Ａ 輔英科技大學 ８０４１Ａ 大寮區公所 ８０４１Ａ 高客鳳山站 高雄市政府（鳳山行政中心） 臺鐵正義站 正修科技大學 高雄長庚紀念醫院 高雄科技大學（建工校區） 高雄醫學大學 ８０４１Ａ 文藻外語大學 ８０４１Ｃ 捷運橋頭火車站 ８０４１Ｃ 慈濟大學推廣中心 ８０４１Ｃ 台鋼科技大學 ８０４１Ｃ 臺鐵大湖站 ８０４１Ｃ 東方路口（東方設計大學）８０４１Ｃ 嘉南藥理大學 ８０４１Ｃ | 高客茄萣站 KBus Cieding Station                                          | - 經樹人醫專。 |
| 8042                                                                         | 實踐大學（高雄校區） Shih Chien University                                         | 高客旗山北站 延平路（旗山區公所） 旗山轉運站 田寮崗安路（田寮區公所） 阿蓮區公所 高鐵台南站 | 高鐵台南站 HSR Tainan Station                                            | - 例假日停駛。 |
| 8042延駛 8042 (Extend)                                                       | 實踐大學（高雄校區） Shih Chien University                                         | 高客旗山北站 延平路（旗山區公所） 旗山轉運站 田寮崗安路（田寮區公所） 阿蓮區公所 高鐵台南站 | 台南航空站（台南空軍基地） Tainan Airport (Tainan Air base)              | - 經奇美博物館。 - 例假日行駛。 |
| 8043                                                                         | 臺鐵高雄站 TR Kaohsiung Station                                                    | 臺鐵三塊厝站 高雄市立聯合醫院 左營南站 國軍高雄總醫院（左營分院） 國立高雄大學 梓官區公所 彌陀區公所 茄萣區公所（茄萣國中） | 高客茄萣站 KBus Cieding Station                                          | - 經高雄高中、明誠中學、海青工商、左營高中。                                                                                          |
| 8046A                                                                        | 臺鐵高雄站 TR Kaohsiung Station                                                    | 高雄醫學大學 ８０４６Ａ 文藻外語大學 ８０４６Ａ 臺鐵橋頭站（捷運橋頭火車站） 臺鐵岡山車站（捷運岡山車站） ８０４６Ｂ 岡山區公所 慈濟大學岡山社會教育推廣中心 台鋼科技大學 臺鐵大湖站 東方路口（東方設計大學） 嘉南藥理大學 台南航空站 體育公園（國立台南大學 府城校區） | 臺鐵台南站 TR Tainan Station                                             | - 經捷運都會公園站、青埔站。 - 經新莊高中、岡山農工、台南南門路（台南高商、家齊高中）、 府前路口（台南女中）。                        |
| 8046B （部分班次繞駛樹人醫專）                                               | 高鐵左營站 HSR Zuoying Station                                                     | 高雄醫學大學 ８０４６Ａ 文藻外語大學 ８０４６Ａ 臺鐵橋頭站（捷運橋頭火車站） 臺鐵岡山車站（捷運岡山車站） ８０４６Ｂ 岡山區公所 慈濟大學岡山社會教育推廣中心 台鋼科技大學 臺鐵大湖站 東方路口（東方設計大學） 嘉南藥理大學 台南航空站 體育公園（國立台南大學 府城校區） | 臺鐵台南站 TR Tainan Station                                             | - 經捷運都會公園站、青埔站、。 - 經岡山農工、南門路（台南高商、家齊高中）、 建興國中（南門路）（台南女中）。                          |
| 8048                                                                         | 捷運都會公園站 MRT Metropolitan Park Station                                       | 高客楠梓站 臺灣高雄少年及家事法院 大社農會（大社區公所） 仁武區公所 鳥松區公所 高雄長庚紀念醫院 正修科技大學 臺鐵正義站 高雄市政府（鳳山行政中心） 高客鳳山站 | 屏東轉運站 Pingtung Transfer Station                                     | - 經捷運鳳山西站。 - 經新光高中。 |
| 8049                                                                         | 田寮崗安路 Tianliao Gang-an Rd.                                                    | 岡山區公所 捷運岡山高醫站 捷運橋頭火車站 ８０４９ 文藻外語大學 ８０４９ 高雄科技大學（建工校區） ８０４９ 正修科技大學 ８０４９ 高雄長庚紀念醫院 ８０４９ 臺鐵正義站 ８０４９ 高雄市政府（鳳山行政中心） ８０４９ | 高客鳳山站 KBus Fongshan Station                                         | - 經捷運青埔站、都會公園站、鳳山站。 - 經新莊高中、高雄高工、文山高中、鳳山高中。                                                     |
| 8049區間車 8049 (Interval)                                                   | 田寮崗安路 Tianliao Gang-an Rd.                                                    | 岡山區公所 捷運岡山高醫站 捷運橋頭火車站 ８０４９ 文藻外語大學 ８０４９ 高雄科技大學（建工校區） ８０４９ 正修科技大學 ８０４９ 高雄長庚紀念醫院 ８０４９ 臺鐵正義站 ８０４９ 高雄市政府（鳳山行政中心） ８０４９ | 捷運岡山高醫站 Kaohsiung Medical University Gangshan Hospital Station    | |
| 美濃區庄頭巴士 紅線                                                          | 美濃區公所 Meinong District Office                                                 | 高客美濃站 興廣 龍肚 | 美濃區公所 Meinong District Office                                       | - 順向：美濃區公所=美濃區公所，部分班次停靠竹子門。 - 逆向：高客美濃站=美濃區公所。 - 每日行駛，除農曆除夕~正月初五停駛六天外。       |
| 美濃區庄頭巴士 橘線                                                          | 高客美濃站 KBus Meinong Station                                                    | 美濃區公所 中壇 南隆 | 高客美濃站 KBus Meinong Station                                          | - 每日行駛，除農曆除夕~正月初五停駛六天外。                                                                                           |
| 圖示 ８０１０ ：表示標示站點僅８０１０路線停靠，未標示站點為路線共同停靠站。 |                                                                                    | |                                                                          | |

### 特殊路線
- 南寧高中學生專車：茄萣線、安南金華線（大部分路線由府城客運行駛，其餘由高雄客運行駛）
- 國立旗山農工學生專車所有交通業務由高雄客運承擔行駛：1車林園線、2車左營線、3車五甲線、5車鳳山線、6車岡山線、7車楠梓線、8車梓官線、9車茄萣線、10車屏東線、11車六龜線、12車美濃線、13車甲仙線、15車內門線

## 外部連結
- 高雄客運 （页面存档备份，存于）（繁體中文）
- 高雄客運的Facebook專頁
- 高雄開頂雙層巴士（繁體中文）